# Малый Перил
Малый Перил — река в России, протекает по Уватскому району Тюменской области. Устье реки находится в 27 км по левому берегу реки Большой Перил. Длина реки составляет 35 км. 

## Данные водного реестра
По данным государственного водного реестра России относится к Иртышскому бассейновому округу, водохозяйственный участок реки — Иртыш от впадения реки Тобол до города Ханты-Мансийск (выше), без реки Конда, речной подбассейн реки — бассейны притоков Иртыша от Тобола до Оби. Речной бассейн реки — Иртыш.